# ROKA3
ROKA3 ist ein Rohrnetzberechnungsprogramm von dem deutschen Unternehmen Rechenzentrum für Versorgungsnetze Wehr GmbH (Abk. RZVN Wehr GmbH). Es ermöglicht die Berechnung der Druck- und Strömungsverhältnisse in Gas-, Wasser- und Fernwärmenetzen.

## Geschichte

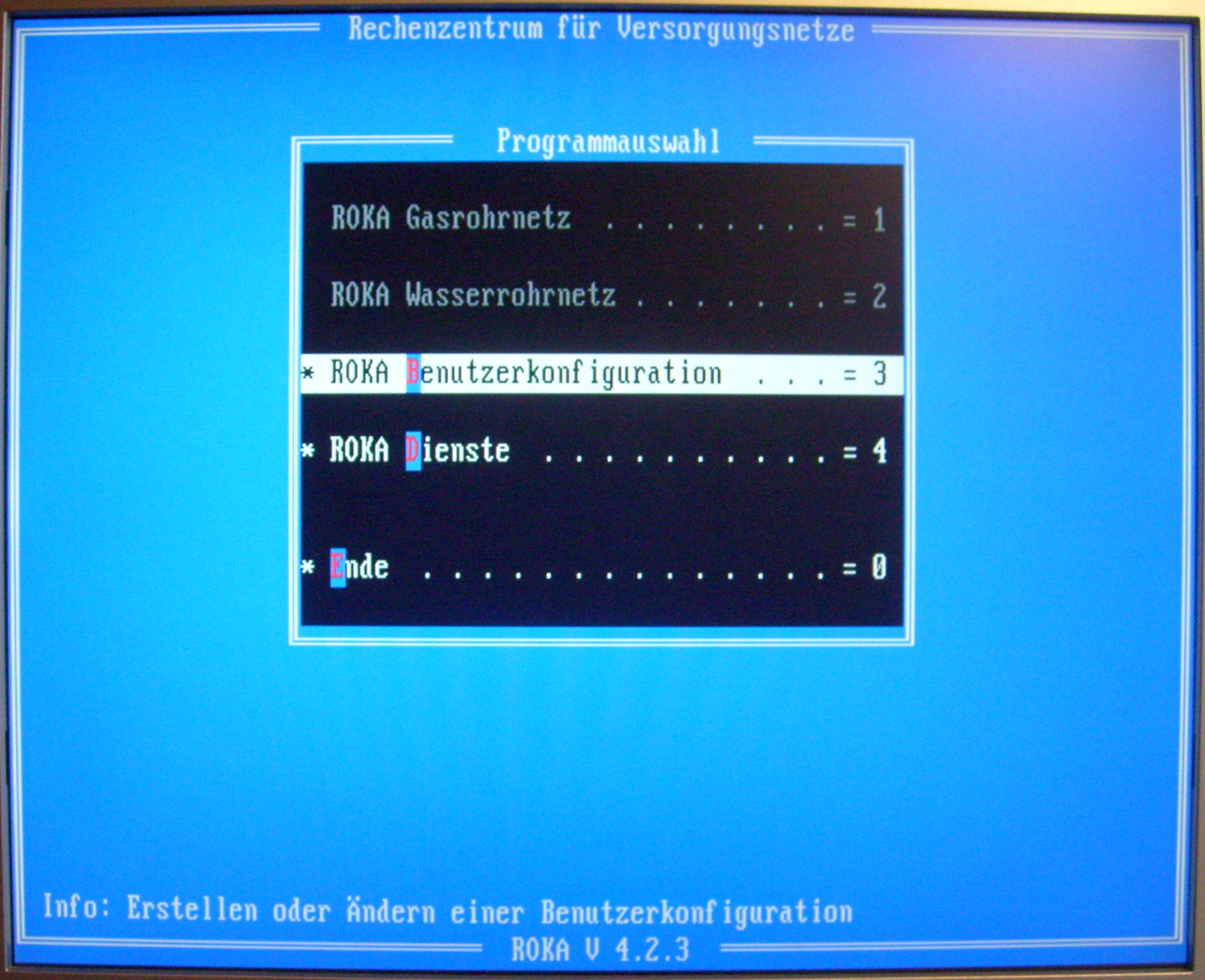
ROKA (Version 1)

### ROKA (Version 1) und XROKA
Der Begriff ROKA stammt ursprünglich aus der Zusammenführung der Programme rohne und kane, die das Unternehmen RZVN Wehr GmbH in den 1980er Jahren entwickelte und für die Berechnung und die Verwaltung von Rohrnetzen (rohne) und Kabelnetzen (kane) verwendete.
Bei der Ursprungsversion von ROKA (Version 1) handelt es sich um ein rein numerisches Rechennetzprogramm, das auf PC-Basis unter dem Betriebssystem DOS ausgeführt werden konnte und ab dem Jahr 1990 vertrieben wurde. Um die 640-kByte-Grenze des DOS-Betriebssystems überwinden zu können, wurde kurz darauf eine Erweiterung mit dem Namen XROKA entwickelt, die ein Unix-Derivat für die Intel-x86-Plattform unterstützte. ROKA (Version 1) und XROKA wurden in der Programmiersprache C entwickelt.

### ROKA GS (ROKA (Version 2))

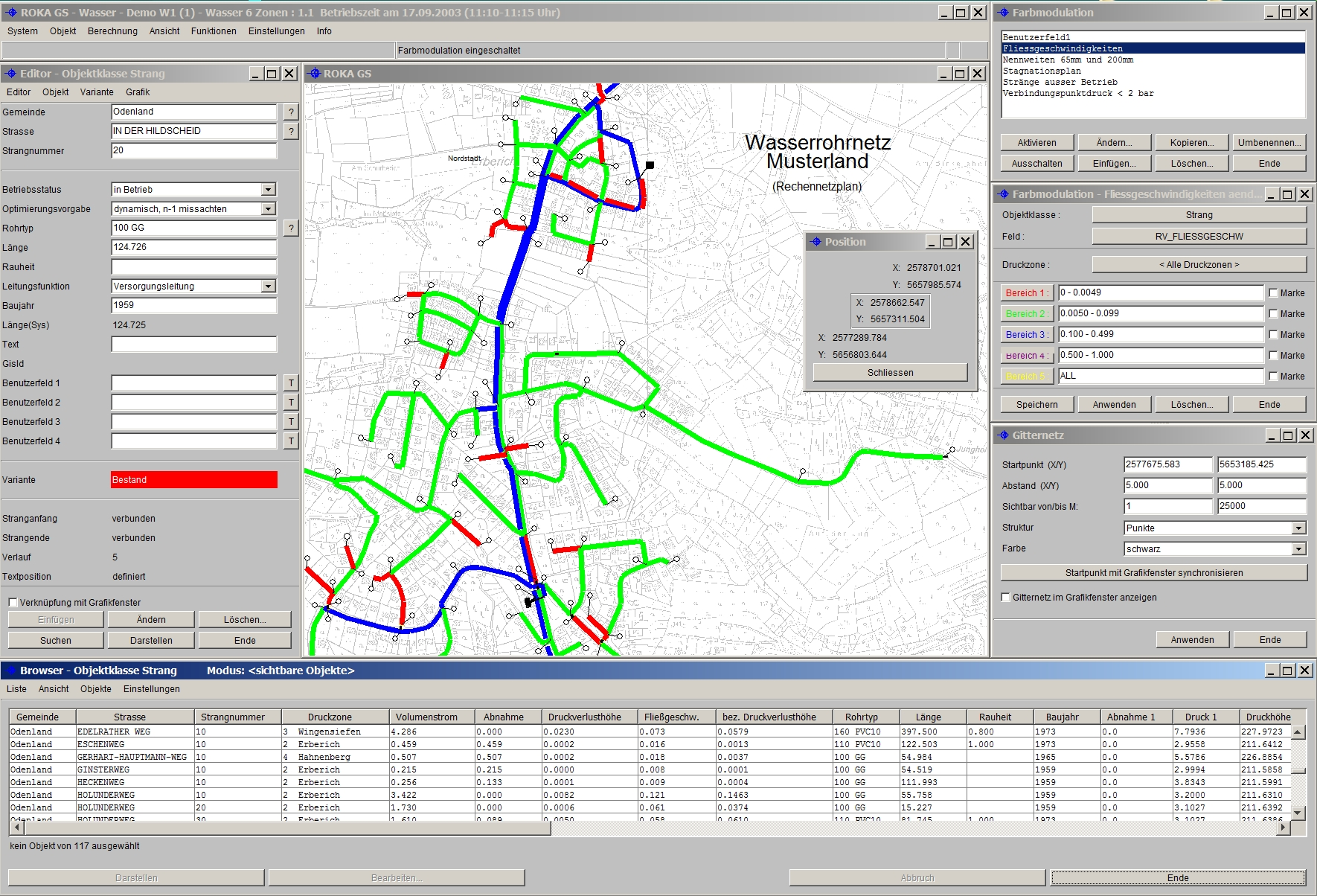
ROKA GS

Der nächste Entwicklungsschritt von ROKA (Version 2) ist die Umstellung von einem rein numerischen zu einem grafisch-numerischen Rechennetzprogramm mit dem Namen ROKA GS (ROKA Grafik System), das die Netzobjekte und die Simulationsergebnisse in einem Grafikfenster anzeigt. Das Programm ROKA GS wurde ab dem Jahr 1993 für PC-Unix-basierte Betriebssysteme und ab 1998 für die professionellen Microsoft-Betriebssysteme ab Windows NT 4.0 vertrieben. Die Weiterentwicklung wurde zum 31. Dezember 2018 eingestellt. Als Datenablageort diente die Oracle-Datenbank. Durch die Bindung an die 32-Bit-Prozessorarchitektur bzw. an die 32-Bit-Betriebssysteme konnte ROKA GS nicht mehr als 4 GB Arbeitsspeicher verwenden. Die verwendeten Programmiersprachen waren C und ab 1997 zusätzlich Java.

### ROKA3
Mit dem Aufkommen von 64-Bit Betriebssystemen auf der 64-Bit-x86-Prozessorarchitektur bestand die Möglichkeit, auch komplexe Netzmodelle vollständig in den Arbeitsspeicher eines PCs zu laden und somit schnellere Berechnungsverfahren zu nutzen. Dies war im Sommer 2011 einer der Gründe, mit der Neuentwicklung von ROKA (Version 3) zu beginnen. ROKA3 wird in der Programmiersprache C# entwickelt, verwendet das Microsoft .NET-Framework und unterstützt jeweils die aktuellen Versionen aller verfügbaren Microsoft-Windows Betriebssysteme. Der Vertrieb von ROKA3 startete im Sommer 2016 mit der Unterstützung der Sparte Wasser, im Herbst 2017 zusätzlich mit der Sparte Gas und im Sommer 2018 zusätzlich mit der Sparte Fernwärme.

## Funktionen
Das Programm ROKA3 ist ein Programm zur Erfassung, Verwaltung, Berechnung und Ausgabe von Rohrnetzen der Gas-, Wasser- und Wärmeversorgung. Es beinhaltet folgende Funktionsgruppen:
- Variantenverwaltung des Netzes
- Betriebsfallverwaltung des Netzes
- Darstellung des Netzes am Bildschirm in beliebigen Ausschnitten
- Darstellung des Netzes mit verschiedenen Beschriftungen
- Statische und dynamische Berechnung der Druck- und Strömungswerte des Netzes
- Statische und dynamische Berechnung der Temperaturen und Massenströme im Netz (Fernwärme)
- Einfärbungen der Objekte nach beliebigen Attributen
- Ausgabe des Netzes als Planwerk
- Ausgabe der erfassten Objekte in Listen für Bildschirm und Drucker
- Ausgabe der statischen oder dynamischen Berechnungsergebnisse in Listen für Bildschirm und Drucker
- Ausgabe der dynamischen Berechnungsergebnisse in Diagrammen für Bildschirm und Drucker

ROKA3 ermöglicht die hydraulische Simulation von Gas-, Wasser- und Wärmenetzen unter einer einheitlichen Oberfläche. Grafische und tabellarische Auswertungen sowie die integrierte GIS-Funktionalität erlauben eine verständliche und anschauliche Ergebnisdarstellung. Der Vergleich unterschiedlicher Betriebsfälle und Versorgungskonzepte wird durch ein flexibles Variantensystem realisiert. Die Erfassung und Änderung von Objekten findet vollständig über grafische Funktionen am Bildschirm statt.

## Kostenlose Variante
Für Bildungseinrichtungen werden kostenlose Lizenzen mit Vollfunktionen angeboten.